# Parthenicus vaccini
Parthenicus vaccini är en insektsart som först beskrevs av Van Duzee 1915.  Parthenicus vaccini ingår i släktet Parthenicus och familjen ängsskinnbaggar. Inga underarter finns listade i Catalogue of Life.